# Formigó armat

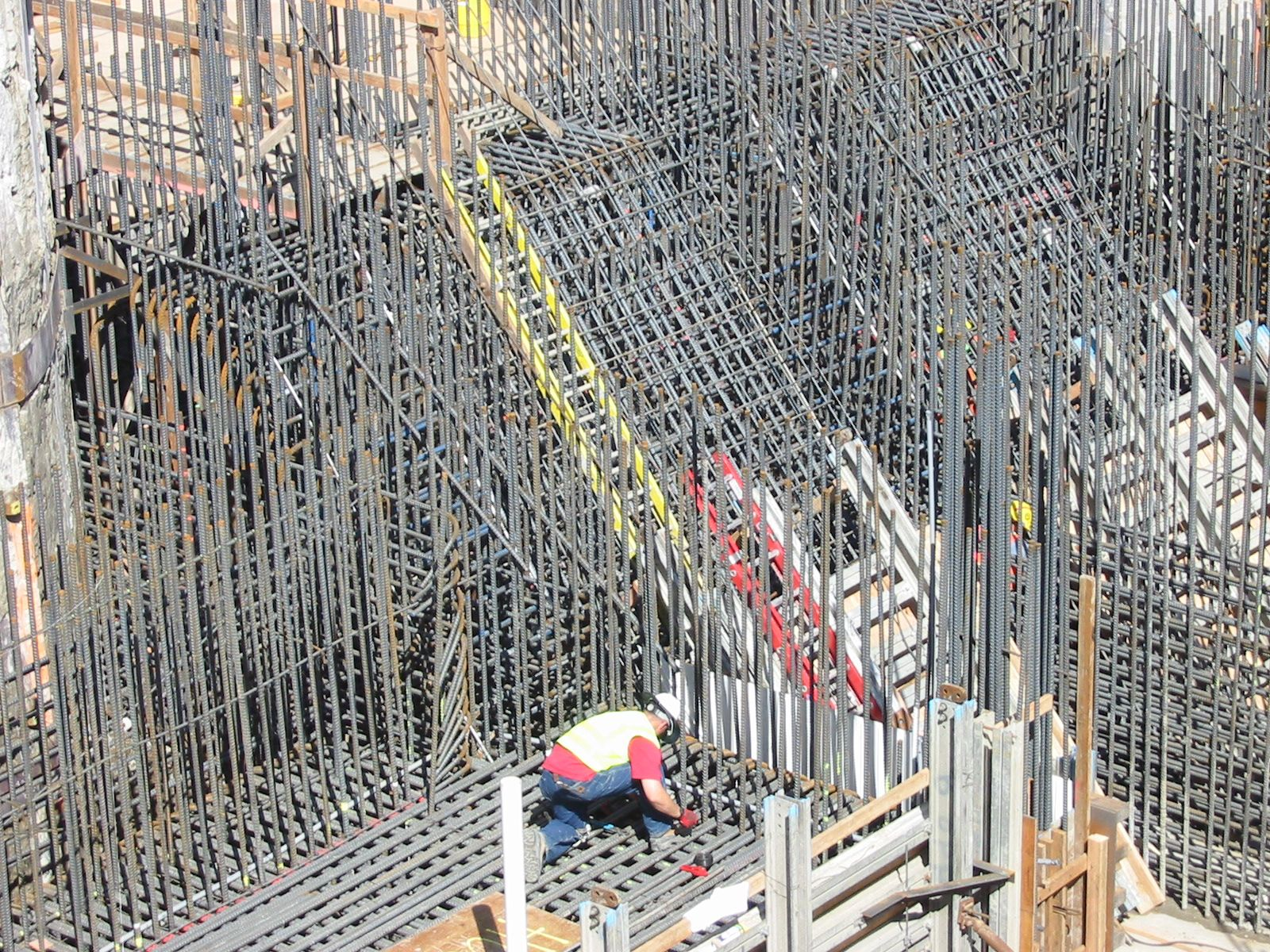
Armadura utilitzada en una construcció

El formigó armat és un material de construcció compost per formigó reforçat amb una armadura de barres d'acer. És un material barat, ja que abunda molt; és molt dur, resisteix grans pressions d'aigua, altes i baixes temperatures, fregaments, compressions i xocs. L'ús d'aquest material el trobem sobretot en l'estructura dels edificis aprofitant la seva capacitat resistent a compressió i fàcil posada en obra, i al seu envolupant per la rapidesa d'execució de les façanes amb components prefabricats. Té propietats físiques que el fan molt apte per construir grans edificis.
El formigó té una resistència alta a esforços de compressió, però no té bon comportament davant dels esforços de tracció. En canvi, l'acer té una resistència molt alta a esforços de tracció. En combinar-se els dos materials per formar formigó armat, s'obté un material amb bon comportament davant tota mena de sol·licitacions. A més a més, el formigó protegeix l'acer davant l'oxidació.
Quan es projecta una estructura de formigó armat s'estableixen les dimensions dels elements, el tipus de formigó, els additius, i l'acer que s'ha de col·locar en funció dels esforços que haurà de suportar i de les condicions ambientals a les quals es veurà exposat.
El formigó armat s'utilitza en obres d'arquitectura i enginyeria, com són edificis, ponts, dics, ports, canals, túnels, etc. Fins i tot en les edificacions l'estructura de les quals es realitza amb acer, la seva utilització és imprescindible per construir-ne la fonamentació.

## Tipus de formigó armat
La diversitat d'àrids, additius i addicions que s'empra en l'elaboració del formigó, i les possibilitats de reforçament amb acer, fibra de vidre i fibra de carboni, permet obtenir formigons armats ordinaris o especials, ja siguin lleugers, d'alta densitat, translúcids o porosos, per donar resposta a exigències concretes, i fins i tot formigons d'ultra alta resistència per elements estructurals i de tancament molt lleugers i esvelts, gràcies a l'elevada resistència i consistència molt fluida.

### Formigó pretesat
El formigó pretesat és un formigó al qual, de manera prèvia a la seva posada en servei, hom ha introduït un estat inicial favorable de tensions, normalment mitjançant el tesat d'armadures actives.

### Formigó posttesat
El formigó posttesat és un formigó armat al qual se sotmet, després de l'abocament i forjat, esforços de compressió per mitjà d'armadures actives (cables d'acer) muntades dins de beines. A diferència del formigó pretesat, les armadures es tesen una vegada que el formigó s'ha endurit (i.e.: ha adquirit la seva resistència característica).

## Història

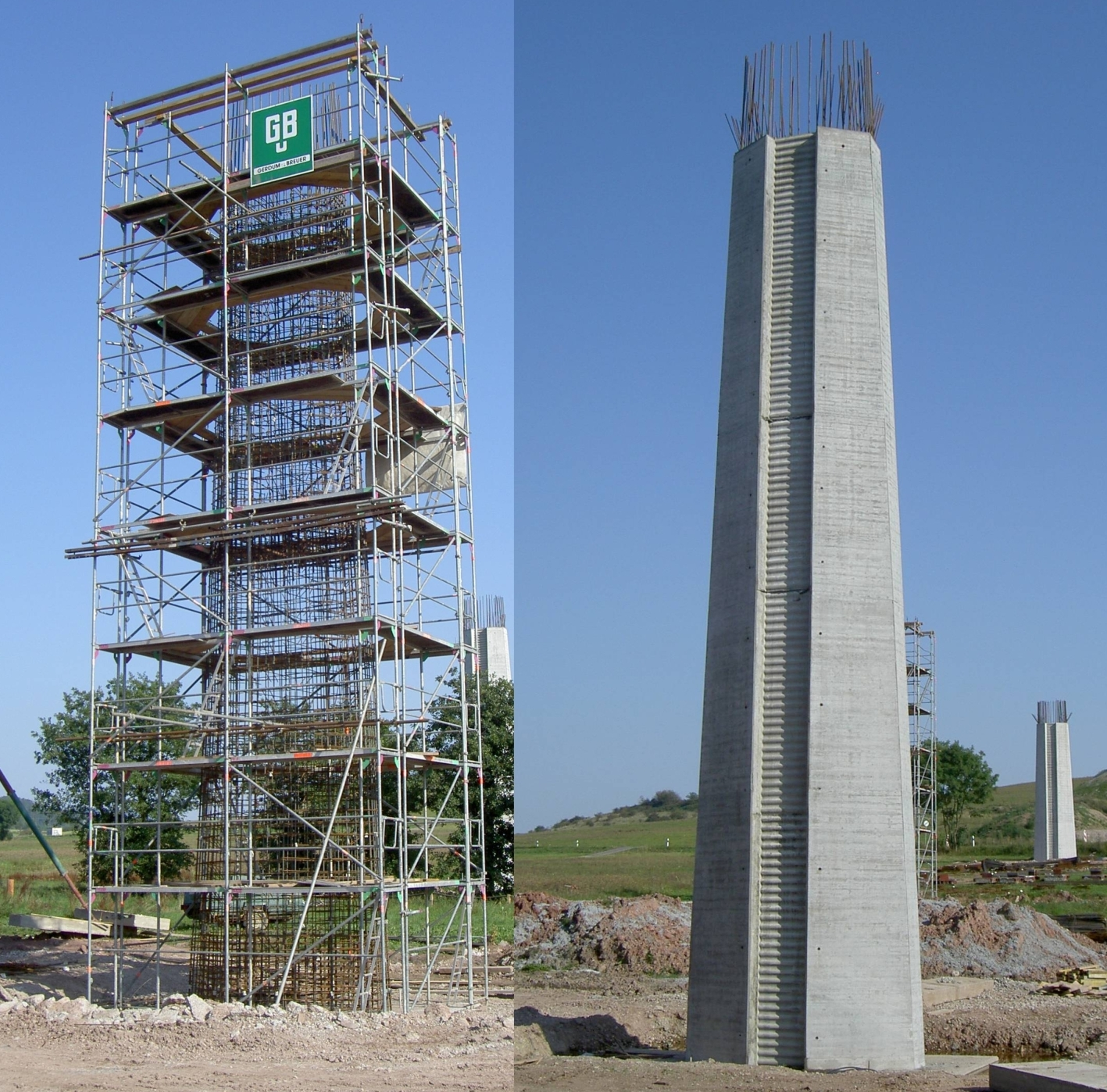
Pilar d'un pont de formigó armat

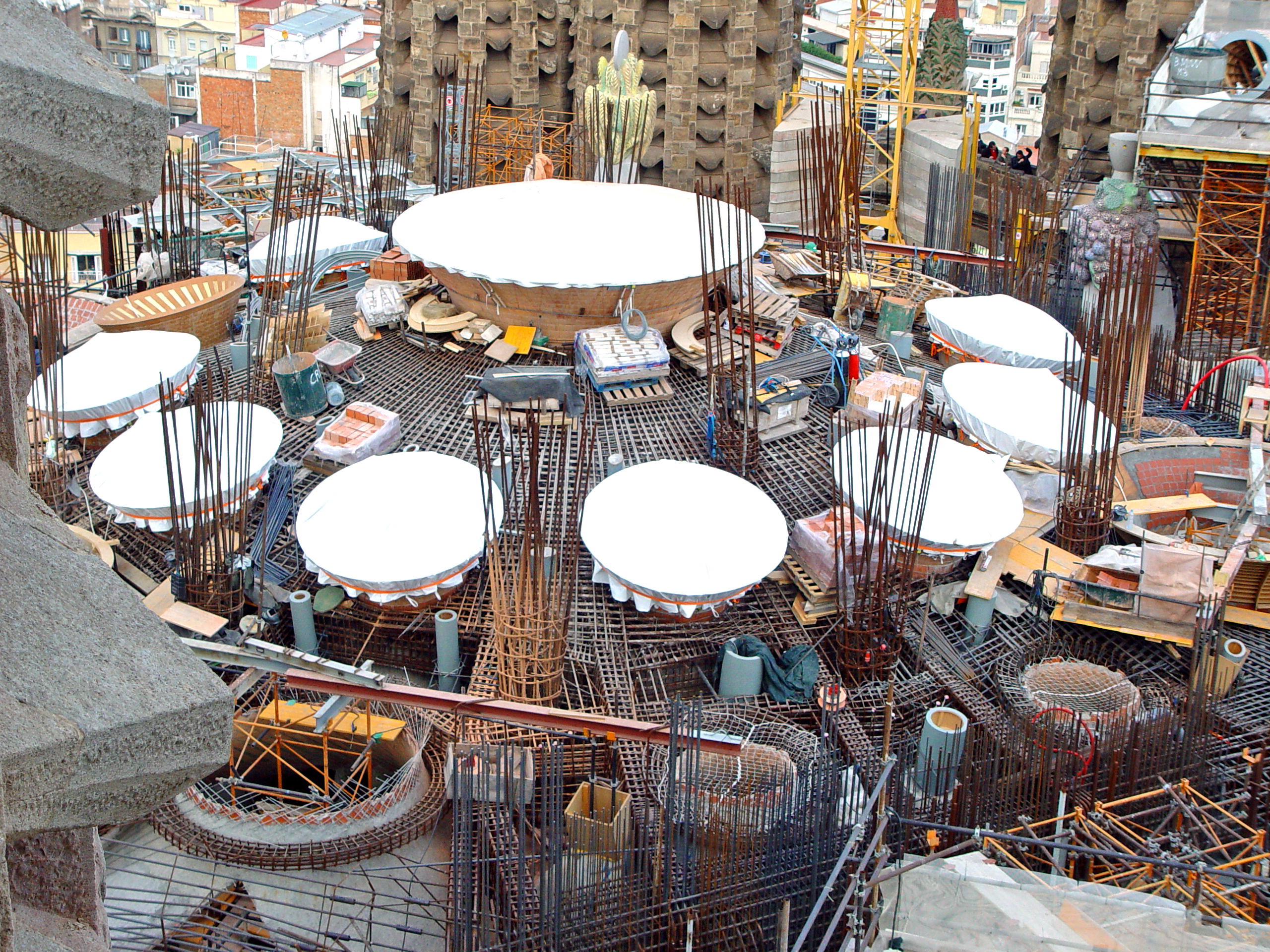
Armat de la construcció de la Basílica de la Sagrada Família.

Joseph Aspdin va ser un fabricant de ciment anglès que va obtenir la patent per al ciment Portland el 21 d'octubre de 1824, desenvolupat per competir amb l'anomenat roman cement de James Parker.
El jardiner francès Joseph Monier va emprar per primer cop el formigó armat en el Palau de Versalles en 1849, i va patentar diversos mètodes a la dècada de 1860. El constructor William Wilkinson va sol·licitar en 1854 la patent d'un sistema que incloïa armadures de ferro per a «la millora de la construcció d'habitatges, magatzems i altres edificis resistents al foc». El 1855 Joseph-Louis Lambot va publicar el llibre «Bétons agglomérés appliqués à l'art de construire» (Aplicacions del formigó a l'art de construir), on va patentar el seu sistema de construcció, exposat en l'exposició mundial a París, l'any 1854, el qual consistia en una llanxa de rems fabricada de formigó armat amb filferros. François Coignet en 1861 va idear l'aplicació en estructures com a sostres, parets, voltes i tubs.
Moltes de les patents de Monier van ser obtingudes per G. A. Wayss el 1866 de les empreses Freytag und Heidschuch i Martenstein, que van fundar una empresa de formigó armat, on es realitzaven proves per veure el comportament resistent del formigó En aquestes proves l'arquitecte prussià Matthias Koenen efectuava els càlculs que van ser publicats en un fullet anomenat «El sistema Monier, armadures de ferro coberts en ciment». Posteriorment, va ser complementat el 1894 per Edmond Coignet i De Tédesco, creant un mètode publicat a França agregant el comportament d'elasticitat del formigó com a factor en els assajos, aquests càlculs van ser confirmats per altres assajos realitzats per Eberhard G. Neumann el 1890. Bauschinger i Bach van comprovar les propietats de l'element enfront del foc i la seva resistència aconseguint ocasionar un gran auge, per la seguretat del producte a Alemanya. Va ser François Hennebique qui va idear un sistema convincent de formigó armat, patentat el 1892, que va utilitzar en la construcció d'una fàbrica de filats a Tourcoing prop de Lilla, el 1895.
Eugène Freyssinet va inventar la tècnica del formigó pretesat, un formigó al qual, de manera prèvia a la seva posada en servei, hom ha introduït un estat inicial favorable de tensions, normalment mitjançant el tesat d'armadures actives. Les primeres estructures amb lloses posttesades es van construir a Europa, però el desenvolupament de la tecnologia es va fer als Estats Units d'Amèrica, on es van instal·lar les primeres lloses emprant tendons no adherents el 1955, i a Austràlia. Posteriorment es van construir nombroses lloses posttesades dissenyades i construïdes afegint millores en els mètodes d'alçament de les plaques. El posttesat va permetre reduir el pes de les plaques i la resistència a la fissuració i a la deformació dels forjats.

### El formigó armat als països Catalans
A Espanya, el formigó armat va arribar per Catalunya de la mà de l'enginyer Francesc Macià i Llussà amb la patent del francès Joseph Monier, sent la primera obra construïda amb aquesta tecnologia el dipòsit circular d'aigua potable de Puigverd de Lleida. El 1916 es construí el pont de la Solana, també conegut com a pont dels Palillos, situat a la carretera entre Tremp i La Pobla de Segur, i va ser un dels primers ponts de formigó armat a Catalunya. L’obra fou promoguda per Riegos y Fuerza del Ebro, companyia constructora de la central hidroelèctrica de Talarn. El primer edifici residencial fou l'edifici Mas de Miquel, a l'avinguda Diagonal 520 de Barcelona, projectat per Domènec Sugrañes i Gras i construït entre 1923 i 1927.

## Càlcul d'elements de formigó

### Fonament
El formigó en massa és un material emmotllable i amb bones propietats mecàniques i de durabilitat, i encara que resisteix tensions i esforços de compressió apreciables té una resistència a la tracció molt reduïda. Per resistir adequadament esforços de torsió és necessari combinar el formigó amb un esquelet d'acer. Aquest esquelet té la missió resistir les tensions de tracció que apareixen en l'estructura, mentre que el formigó resistirà la compressió (sent més barat que l'acer i oferint propietats de durabilitat adequades).
D'altra banda, l'acer confereix a les peces major ductilitat, permetent que les mateixes es deformin apreciablement abans de la falla. Una estructura amb més acer presentarà una manera de fallada més dúctil (i, per tant, menys fràgil), aquesta és la raó per la qual moltes instruccions exigeixen una quantitat mínima d'acer en certes seccions crítiques.
Als elements lineals allargats, com a bigues i pilars les barres longitudinals, anomenades armat principal o longitudinal. Aquestes barres d'acer es dimensionen d'acord amb la magnitud de l'esforç axial i els moments flectores, mentre que l'esforç tallant i el moment torsor condicionen les característiques de l'armadura transversal o secundària.

### Càlcul bigues i pilars de formigó armat
La simple teoria de bigues de Euler-Bernoulli no és adequada per al càlcul de bigues o pilars de formigó armat. Els elements resistents de formigó armat presenten un mecanisme resistent més complex a causa de la concurrència de dos materials diferents, formigó i acer, amb mòduls de Young molt diferents i els moments d'inèrcia són variables d'acord amb la grandària de les fissures dels elements. Les diferents propietats mecàniques de formigó i acer impliquen que en un element de formigó armat la tensió mecànica de les armadures i el formigó en contacte amb elles siguin diferents, aquest fet fa que les equacions d'equilibri que enllacen els esforços interns induïts per les forces i tensions en formigó i acer no siguin tan simples com les de seccions homogènies, usades en la teoria d'Euler-Bernouilli.
La Instrucció Espanyola del Formigó Estructural les equacions d'equilibri mecànic per a l'esforç axil N i el moment flector M d'una secció rectangular poden escriure's de forma molt aproximada com:

{\displaystyle {\begin{cases}N=N_{c}(X)+U_{s1}{\cfrac {\sigma _{s1}(X)}{f_{yd}}}+U_{s2}{\cfrac {\sigma _{s2}(X)}{f_{yd}}}\\Ne_{1}=M_{c}(X,d)+U_{s2}{\cfrac {\sigma _{s2}(X)}{f_{yd}}}(d-d')\\Ne_{2}=M_{c}(X,d')-U_{s1}{\cfrac {\sigma _{s1}(X)}{f_{yd}}}(d-d')\end{cases}},\qquad e_{1}={\frac {d-d'}{2}}+{\frac {M}{N}},\ e_{2}={\frac {d-d'}{2}}-{\frac {M}{N}}}

{\displaystyle d,d',X\,}, són magnituds geomètriques. Respectivament: el cant útil, el recobriment i la profunditat de la fibra neutra respecte a la fibra més comprimida del formigó.
{\displaystyle \sigma _{s1},\sigma _{s2},f_{yd}\,} són respectivament la "tensió de l'armadura de tracció" (o menys comprimida) la "armadura de compressió" (o més comprimida) i la tensió de disseny de l'acer de les armadures.
{\displaystyle U_{s1},U_{s2}\,}, són les quanties mecàniques, relacionades amb l'àrea transversal d'acer de les armadures.
{\displaystyle N_{c}(X),M_{c}(X,\cdot )\,}, són l'esforç axil i el moment flector resultants de les tensions de compressió en el formigó, en funció de la posició de la línia neutra.
Si s'usa el diagrama rectangle normalitzat per representar la relació de tensió-deformació del formigó llavors les tensions de l'armadura de tracció i de compressió es poden expressar les funcions anteriors com:

{\displaystyle {\frac {\sigma _{s1}(X)}{f_{yd}}}={\begin{cases}-1&-\infty <X<0,625d\\{\cfrac {5}{3}}{\cfrac {X-d}{X}}&0,625d<X<h\\{\cfrac {X-d}{X-0,4h}}&h<X\end{cases}},\quad {\frac {\sigma _{s2}(X)}{f_{yd}}}={\begin{cases}-1&-\infty <X<-0,5d'\\{\cfrac {2}{3}}{\cfrac {X-d'}{d'}}&-0,5d'<X<2,5d'\\1&2,5d'<X\end{cases}}}

D'altra banda els esforços suportats pel bloc comprimit de formigó venen donats per:

{\displaystyle N_{c}(X)={\begin{cases}0&-\infty <X\leq 0\\0,68f_{cd}bX&0<X\leq 1,25h\\0,85f_{cd}bh&1,25h<X\end{cases}},\quad M_{c}(X,y)={\begin{cases}0&-\infty <X\leq 0\\0,68bX(y-0,4X)&0<X\leq 1,25h\\0,85f_{cd}bh/y-0,5h)&1,25h<X\end{cases}}}

### Dimensionament de seccions
El problema del dimensionament de seccions es refereix al fet que, per unes determinades càrregues i dimensions geomètriques de la secció, determinar la quantitat d'acer mínima per garantir l'adequada resistència de l'element. La minimització del cost generalment implica considerar diverses formes per a la secció i el càlcul de les armadures per a cadascuna d'aquestes seccions possibles, per calcular el cost orientatiu de cada possible solució.
Una secció d'una biga sotmesa a flexió simple, requereix obligatòriament una armadura (conjunt de barres) de tracció col·locada en la part traccionada de la secció, i depenent del moment flector pot requerir també una armadura en la part comprimida. L'àrea d'ambdues armadures d'una secció rectangular pot calcular-se aproximadament mitjançant els següents jocs de fórmules:

{\displaystyle U_{s2}={\begin{cases}0&M_{d}<0,375U_{0}d_{1}\\{\frac {M_{d}-0,375U_{0}d_{1}}{d_{1}-d_{2}}}&M_{d}\geq 0,375U_{0}d_{1}\end{cases}},\qquad A_{s2}={\frac {U_{s2}}{f_{yd}}}}

On:
{\displaystyle U_{s2}\,}, és la quantia mecànica d'armadura de compressió.
{\displaystyle A_{s2}\,}, és l'àrea total de l'armadura de compressió.
{\displaystyle U_{0}=0,85f_{cd}bd_{1}\,}, és la quantia mecànica d'armadura de compressió.
{\displaystyle d_{1},d_{2}\,}, distàncies des de la fibra més comprimida a les armadures de tracció i a l'armadura de compressió.
{\displaystyle b\,}, ample de la secció.
Amb les mateixes notacions, l'armadura de tracció es calcula com:

{\displaystyle U_{s1}={\begin{cases}U_{0}\left(1-{\sqrt {1-{\frac {2M_{d}}{U_{0}d_{1}}}}}\right)&M_{d}<0,375U_{0}d_{1}\\0,5U_{0}+U_{s2}&M_{d}\geq 0,375U_{0}d\end{cases}},\qquad A_{s1}={\frac {U_{s1}}{f_{yd}}}}

## Normativa
La Instrucción de hormigón estructural (EHE 08), és el marc normatiu al qual s'estableixen els requisits a tenir en compte en el projecte i execució d'estructures de formigó a Espanya, tant en edificació com en enginyeria civil, amb l'objectiu d'assolir els nivells de seguretat adequats a la seva finalitat.